# Еггерберг
Еггерберг (нім. Eggerberg) — громада  в Швейцарії в кантоні Вале, округ Бріг.

## Географія
Громада розташована на відстані близько 80 км на південний схід від Берна, 45 км на схід від Сьйона.
Еггерберг має площу 6 км², з яких на 5,9% дозволяється будівництво (житлове та будівництво доріг), 15,1% використовуються в сільськогосподарських цілях, 62,6% зайнято лісами, 16,4% не є продуктивними (річки, льодовики або гори).

## Демографія
2019 року в громаді мешкало 338 осіб (-0,9% порівняно з 2010 роком), іноземців було 4,4%. Густота населення становила 56 осіб/км².
За віковим діапазоном населення розподілялося таким чином: 13% — особи молодші 20 років, 64,8% — особи у віці 20—64 років, 22,2% — особи у віці 65 років та старші. Було 154 помешкань (у середньому 2,2 особи в помешканні).
Із загальної кількості 77 працюючих 24 було зайнятих в первинному секторі, 11 — в обробній промисловості, 42 — в галузі послуг.